# Пардаев, Баходир
Баходир Пардаев (узб. Bahodir Pardayev; 26 апреля 1987 года; Джизак, СССР) — узбекистанский футболист, нападающий. С 2018 года игрок узбекистанского клуба «Коканд 1912».
С 2008 года по 2014 год являлся игроком ташкентского клуба «Бунёдкор». Сыграл в составе этого клуба 36 матчей и забил восемь голов. В этот период также был отдан в аренду клубам «Навбахор», «Согдиана» и «Бухара».
В 2014—2015 годах выступал за «Пахтакор» (36 игр и 11 голов). В последующие годы выступал за «Бухару» и «Коканд 1912». В 2017 году также выступал за южнокорейский клуб «Пучхон 1995», в составе которого сыграл пять матчей и отличился одним забитым голом. В 2018 году вернулся в «Коканд 1912».
Начиная с 2021 года является тренером футбольного клуба Favorit.